# خورشیدگرفتگی ۳۱ مه ۲۰۶۸
خورشیدگرفتگی ۳۱ مه ۲۰۶۸ (به انگلیسی: Solar eclipse of May 31, 2068) یک خورشیدگرفتگی از نوع خورشیدگرفتگی کامل است. این خورشیدگرفتگی در تاریخ ۳۱ مه ۲۰۶۸ میلادی (‎۱۱ خرداد ۱۴۴۷ خورشیدی) روی خواهد داد که زمان اوج آن، ساعت ۳:۵۶:۳۹ به‌وقت ساعت هماهنگ جهانی است. مدت زمان و طول این خورشیدگرفتگی ۱ دقیقه و ۶ ثانیه خواهد بود.